# Nirsching
Nirsching ist ein Gemeindeteil von Büchlberg im niederbayerischen Landkreis Passau.

## Lage
Der Weiler liegt drei Kilometer nordöstlich von Büchlberg an einer Gemeindeverbindungsstraße zwischen den Kreisstraßen PA 92 und PA 34.

## Geschichte
Der Ort im ehemaligen Hochstift Passau fiel bei der Säkularisation 1803 mit dem größten Teil des hochstiftischen Gebietes an Erzherzog Ferdinand von Toskana und kam erst 1805 an Bayern. Im Zuge der Verwaltungsreformen in Bayern entstand mit dem Gemeindeedikt von 1818 die Gemeinde Nirsching. Ortsteile der ehemaligen Gemeinde waren neben Nirschling Denkhof, Bärnreuth, Eberhardsberg, Germannsberg, Heiligenbrunnmühle, Hof, Kothmühle, Sölling, Steinberg, Windpassing und Wotzing. Kirchlich war der Hauptort der Gemeinde Denkhof. Am 7. Juni 1882 wurde die Expositur Denkhof errichtet. 1912 begann der Bau der neuen Kirche, die Grundsteinlegung fand am 9. April 1912 statt. Am 1. Juni 1921 wurde die Expositur Denkhof zur Pfarrei erhoben. Im Zuge der Gebietsreform in Bayern wurde die damalige Gemeinde Nirschling mit allen 13 Gemeindeteilen nach Büchlberg eingemeindet.  Bei der Volkszählung 1987 hatte der Weiler sieben Gebäude mit Wohnraum und 33 Einwohner. 2017 gibt es im Ort acht Gebäude mit Wohnraum.